# Ермилов, Виктор Васильевич
Виктор Васильевич Ермилов (24 ноября 1909, Әҗәкүл, Мензелинский уезд, Уфимская губерния, Российская империя — 20 сентября 1982, Москва) — советский слесарь, Герой Социалистического Труда (1957).

## Биография
Виктор Васильевич Ермилов родился 24 ноября 1909 года. Окончил школу первой ступени и профтехшколу в Елабуге, после чего работал слесарем сначала на Невьянском перфораторном заводе, затем на Московском заводе «Красный пролетарий». В общей сложности проработал на последнем 52 года.
Ермилов принимал активное участие в налаживании серийного выпуска токарного станка «ДИП», на тот момент передового. В середине 1930-х годов он освоил особо высокоточный монтаж станочного оборудования. В годы Великой Отечественной войны продолжал свою работу, выпуская станки для заводов оборонного назначения. В 1944 году Ермилов участвовал в монтаже специального оборудования для конвейерной сборки станков, что в то время было новаторством в станкостроении.
В послевоенное время Ермилов освоил серийное производство различных типов станков: токарных, прецизионных, токарно-винторезных, специальных, вертикальных многошпиндельных полуавтоматических и т. д.
Указом Президиума Верховного Совета СССР от 15 марта 1957 года за «выдающиеся производственные достижения и внесенный большой вклад в выполнение заданий по освоению и внедрению на заводе „Красный пролетарий“ новой техники» Виктор Васильевич Ермилов был удостоен высокого звания Героя Социалистического Труда с вручением ордена Ленина и медали «Серп и Молот».
Параллельно с работой на заводе в 1961—1966 годах избирался членом ЦК КПСС, также был депутатом Верховного Совета СССР 7-го и 8-го созывов, членом Комитета по Ленинским премиям. Скончался 14 января 1982 года, похоронен на Кунцевском кладбище Москвы.

## Награды
- Герой Социалистического Труда (15.03.1957)
- 2 ордена Ленина (11.10.1943; 15.03.1957)
- орден Октябрьской Революции (23.11.1979)
- орден Трудового Красного Знамени (28.11.1969)
- медали